# Dythemis sterilis
Dythemis sterilis är en trollsländeart som beskrevs av Hagen 1861. Dythemis sterilis ingår i släktet Dythemis och familjen segeltrollsländor. Inga underarter finns listade i Catalogue of Life.